# 루마니아 국립역사박물관
루마니아 국립역사박물관(루마니아어: Muzeul Național de Istorie a României)은 루마니아 부쿠레슈티에 있는 국립 역사박물관이다. 선사 시대부터 현대까지 루마니아의 역사적 유물을 소장하고 있다.